# Gabriel Okara
Gabriel Imomotimi Gbaingbain Okara (Bumoundi (Bayelsa), 24 de abril de 1921 — 25 de março de 2019) foi um escritor nigeriano.
Primeiro poeta modernista da África anglófona, ele é mais conhecido por seu romance experimental inicial, The Voice (1964), e sua poesia premiada, publicada em The Fisherman's Invocation (1978) e The Dreamer, His Vision (2005).
Tanto em seus poemas quanto em sua prosa, Okara baseou-se no pensamento, religião, folclore e imagens africanas. Foi chamado de the nigerian negritudist. De acordo com Brenda Marie Osbey, editora de Collected Poems, "é com a publicação do primeiro poema de Gabriel Okara que se pode dizer que a literatura nigeriana em inglês e a moderna poesia africana nesta língua realmente começaram".

## Biografia
Gabriel Imomotimi Gbaingbain Okara era filho de um chefe ijó
Formou-se no Government College Umuahia e, mais tarde, no Yaba Higher College. Durante a Segunda Guerra Mundial ele tentou se alistar na Força Aérea Real Britânica, mas não completou o treinamento de pilotos; ao invés disso trabalhou por um tempo para a British Overseas Airway Corporation (mais tarde British Airways).
Em 1945, Okara trabalhou como impressor e encadernador de livros para a editora do governo colonial da Nigéria. Ele permaneceu nesse cargo por nove anos, durante os quais começou a escrever. No início, traduziu poesia ijó para o inglês e escreveu roteiros para a rádio do governo.
Estudou jornalismo na Northwestern University em 1949 e, antes do início da Guerra Civil Nigeriana (1967-1970) trabalhou como oficial de informação para o Serviço do Governo do Leste da Nigéria.
Juntamente com Chinua Achebe, Okara foi embaixador itinerante da causa de Biafra durante parte de 1969. De 1972 a 1980 foi diretor da Rivers State Publishing House, em Port Harcourt.

## Escritor e poeta
Depois de deixar a escola, Okara escreveu peças e roteiros para a rádio. Em 1953, seu poema "O Chamado do Rio Nun" ganhou um prêmio no Festival Nigeriano de Artes. Algumas de suas poesias foram publicadas na revista literária Black Orpheus. Em 1960 ganhou reconhecimento como um talentoso artesão literário, sendo sua poesia traduzida para várias línguas. Participou da famosa Conferência dos Escritores Africanos, realizada em 1 de junho de 1962, na Makerere University College em Kampala, Uganda, junto com escritores como Chinua Achebe, Rajat Neogy, Bloke Modisane, Okot p'Bitek, Bernard Fonlon, Ngugi Wa Thiong'o, Segun Olusola, Grace Ogot, Jonathan Kariara, Rebecca Njau, Wole Soyinka, John Pepper Clark, Saunders Redding, Christopher Okigbo, Francis Ademola, Ezequiel Mphahlele e Arthur Maimane, entre outros.
Um dos poemas mais famosos de Okara é Piano and Drums. Outro poema popular, You Laughed and Laughed and Laughed", é uma temática frequente das antologias. Okara estava muito preocupado com o que acontecia quando a antiga cultura da África se deparava com a cultura ocidental moderna, como explícito em seu poema Once Upon a Time. Ele perseguiu esse tema em seu primeiro romance, The Voice, de 1964. Seu protagonista, Okolo, como inúmeros africanos pós-coloniais, é caçado pela sociedade e obcecado por seus próprios ideais. Experimentando linguisticamente em The Voice, Okara "traduzido diretamente da llíngua ijó, impondo a sintaxe de Ijo para o inglês para dar expressão literal às idéias e imagens africanas. O romance cria uma paisagem simbólica em que as forças da cultura africana tradicional e o materialismo ocidental argumenta ... O hábil retratista de Okara das tensões internas de seu herói o distinguiu de muitos outros romancistas nigerianos. "
Além de poesia e ficção, Okara também escreveu peças e roteiros para a rádio. Muitos de seus manuscritos inéditos foram destruídos durante a Guerra Civil Nigeriana.
Em abril de 2017, o Festival Literário Gabriel Okara foi realizado na Universidade de Port Harcourt, em sua homenagem.

## Prêmios
- 1953: Best All-Round Entry In	Poetry at the Nigerian Festival of Arts, for "The Call of the	River Nun"
- 1979: Commonwealth Poetry Prize,	for The Fisherman's Invocation
- 2005: NLNG	Prize, for The Dreamer, His Vision
- 2009: Pan	African Writers' Association Honorary Membership Award[13][14]
- 2017: Gabriel Okara Literary Festival